# Ronnie Vannucci Jr.
Ronnie Vannucci, Jr., né le 15 février 1976 à Las Vegas, est le batteur du groupe de rock alternatif américain The Killers. Il fut formé dès l'âge de dix ans par un ami de son père, Elian Pons, qui était professeur de guitare et de percussions.